# الزفق

تعديل مصدري - تعديل

الزفق هي إحدى قرى عزلة سباح بمديرية سباح التابعة لمحافظة أبين، بلغ تعداد سكانها 261 نسمة حسب تعداد اليمن لعام 2004.